# Batalla de Nemenčinė
La batalla de Nemenčinė tuvo lugar el 27 de abril de 1794 durante la insurrección de Kościuszko.
La batalla entre el destacamento lituano del teniente coronel Stefan Grabowski y los destacamentos rusos comandados por el coronel Kirejew sucedió en las cercanías de Nemenčinė (21 km al noreste de Vilna), y terminó con la victoria del ejército lituano.

## La batalla
Después de la liberación de Vilna, el comandante de la ciudad, el coronel Jakub Jasiński, se enteró de que una pequeña unidad rusa bajo el mando del coronel Kireyev, con un total de 450 soldados, se encontraba cerca de Nemenčinė. Consistía en los restos de la guarnición rusa de Vilna. Jasiński decidió enviar al teniente coronel Grabowski contra los rusos el 26 de abril.
En ese momento, en la noche del 26 al 27 de abril, Kireyev se unió a la tropa de 1000 soldados de Fyodor Lewiz, que se retiraba de Vilna por la orilla derecha del río Neris. Sin darse cuenta de esto, Grabowski, que solo tenía 360 soldados y dos cañones con él, partió al amanecer del 27 de abril desde Nemenčinė y atacó a las tropas rusas cuatro veces más fuertes.
Durante la inusualmente feroz batalla, las bayonetas tomaron el papel principal. Debido a que el número de rusos era demasiado grande, Grabowski se retiró a Nemenčinė, donde el mayor Ignacy Eydziatowicz pronto llegó con 150 soldados de refuerzo.
Sin embargo, la batalla no se reanudó, porque el coronel Kirejew fue herido, antes de la llegada de Eydziatowicz, y comenzó a retirarse a lo largo del Neris hacia Michaliszki.
En la batalla, el ejército lituano perdió 134 soldados y sus dos cañones, mientras que los rusos perdieron 280 soldados.